# Lilium 'Maroon King'
Lilium 'Maroon King' — сорт лилий раздела Мартагон гибриды по классификации третьего издания Международного регистра лилий. Используется в декоративном садоводстве. 

## Биологическое описание
Стебли высотой около 140 см. Листья 160 × 40 мм.
Расположение листьев мутовчатое.
Бутоны розовые. 
Цветки чалмовидные, внутри тёмно-бордово-красные, в средней части светлые с тёмно-бордово-красными пятнышками на светло-розовом фоне, горло зеленовато-жёлтое, основание светло-розовое. Ширина цветков около 60 мм, лепестки 30 × 15 мм.
Нектарники зеленоватые.
Пыльца оранжевая.
Цветение в июне-июле.

## В культуре
Зоны морозостойкости: 3—9.
См.: статью Мартагон гибриды.